# ランバディ語
ランバディ語（ランバディご、英: Lambadi）はラージャスターン語のひとつである。インドの遊牧民であるバンジャラ族により話されている。話者はテルグ語、カンナダ語、マラーティー語のいずれかも話すバイリンガルである。バンジャラ語とも呼ばれる。

## 言語名別称
- バンジャラ語
- ランバディ語

Bangala, Banjara, Banjari, Banjori, Banjuri, Brinjari, Gohar-Herkeri, Goola, Gormati, Gurmarti, Kora, Labhani, Labhani Muka, Lamadi, Lamani, Lambani, Lambara, Lavani, Lemadi, Lumadale, Singali, Sugali, Sukali, Tanda, Vanjari, Wanji

## 方言
- Maharashtra Lamani (lmn-mah)
- Karnataka Lamani (lmn-kar)
- Andhra Pradesh Lamani (lmn-and)